# Airbus A350
 For alternative betydninger, se A350. (Se også artikler, som begynder med A350)
Airbus A350 XWB (Extra Wide Body) er et tomotorers, wide-body-jetfly produceret af den europæiske flyproducent Airbus. Flyet er den første Airbus hvis skrog- og vingestrukturer begge primært er fremstillet af carbonfiberforstærket polymer. Dens to varianter har plads til 325 (-900-modellen) og 366 (-1000-modellen) passagerer i et typisk tre-klasse konfiguration. Den er tænkt som efterfølgeren til Airbus A340 og er Airbus' svar på Boeings model 787 Dreamliner.
Modellen blev oprindeligt udtænkt i 2004 med Airbus A330s skrog, men med nye aerodynamiske egenskaber og motorer. I 2006 redesignede Airbus flyet som svar på negativ feedback fra flere større potentielle kunder. Den model, de kom frem til, blev kaldt for Airbus A350 XWB. Udviklingsomkostningerne anslås til 11 mia. euro (82,2 mia. kr.). Prototypen lettede for første gang den 14. juni 2013 i Toulouse i Frankrig.
Som følge af 787'erens problemer i 2013 med kortsluttede lithium-ion-batterier valgte Airbus at erstatte lithium-ion-batteriet i A350 XWB med det mere traditionelle nikkel-kadmium-batteri.

## Ordrer og leveringer
| vis diskussion rediger | Samlet antal ordrer | Samlet antal leveringer |
| A350-900               | 759                 | 317                     |
| A350-1000              | 176                 | 41                      |
| Total                  | 935                 | 358                     |

|            |           | 2006 | 2007 | 2008 | 2009 | 2010 | 2011 | 2012 | 2013 | 2014 | 2015 | 2016 | 2017 | 2018 | 2019 | 2020 | Total |
| Ordrer     | Ordrer    | 2    | 292  | 163  | 51   | 78   | −31  | 27   | 230  | −32  | −3   | 41   | 36   | 40   | 32   | 9    | 935   |
| Leveringer | A350-900  | –    | –    | –    | –    | –    | –    | –    | –    | 1    | 14   | 49   | 78   | 79   | 87   | 9    | 317   |
| Leveringer | A350-1000 | –    | –    | –    | –    | –    | –    | –    | –    | –    | –    | –    | –    | 14   | 25   | 2    | 41    |
| Leveringer | Total     | –    | –    | –    | –    | –    | –    | –    | –    | 1    | 14   | 49   | 78   | 93   | 112  | 11   | 358   |

Pr. 29. februar 2020
Ordrer og leveringer, kumulativ, efter år:

 Ordrer

 Leveringer

Pr. 29. februar 2020

## Varianter
Tre hovedvarianter af A350 – A350-800, -900 og -1000 – blev lanceret i 2006 med ibrugtagning planlagt til 2013. Ved luftshowet i Paris i 2011 udsatte Airbus ibrugtagningen af A350-1000 med to år, til midten af 2017, fordi Airbus gerne ville have motorerne med 97000 lb thrust (431 kN; 431.000 newtons) i stedet for de tidligere 93.000 lb. I juli 2012 blev A350's ibrugtagning forsinket til anden halvdel af 2014, før -900 -modellen startede med Qatar Airways den 15. januar 2015. I oktober 2012 var det meningen, at -800-modellen skulle begynde kommerciel flyvning i midten af 2016, men udviklingen af denne model blev annulleret i september 2014.
Den 26. juni 2018 fik Iberia som det første flyselskab en opgraderet version af -900-modellen, med en maksimum takeoff vægt (MTOW) på 280 ton i stedet for standarden, 275 ton, og en rækkevidde på 8.200 sømil (15.186 km) med 325 passagerer i tre klasser.

### A350-900ULR
Den 11. oktober 2018 fløj Singapore Airlines' samt verdens første A350-900ULR (Ultra Long Range) på sin 18 timer lange rejse, og dermed den længste flyvetur i verden, fra Singapore-Changi til Newark. Dagen efter, den 12. oktober, landede den i Newark efter 17 timer og 52 minutter. Flyselskabet fik flyet den 22. september 2018, og den har 67 business class- og 94 premium economy-sæder (i alt 161 sæder). Den er den første ud af de syv -900-ULR, som Singapore Airlines har bestilt. Den 2. november 2018 begyndte flyet også på deres Singapore-Los Angeles rute.
Flyet er en variant af A350-900. Den har ikke flere brændstoftanke end -900-modellen, men bruger i stedet yderligere plads, der allerede er tilgængeligt i de eksisterende tanke, så dens tanke kan bære 165.000 liter, i stedet for -900-modellens 141.000 liter. Den har en maks rækkevidde af 9.700 sømil (18.000 km), som er længere end noget andet passagerfly i verden. Dens MTOW er øget fra 275 til 280 ton, som gør det muligt at kunne flyve i over 20 timer uden at skulle lande. Dens jomfrurejse skete den 23. april 2018. Den første -900ULR blev rullet ud uden sine motorer i februar 2018 til jordprøvning, og startede flyvningstest efter motorinstallation for at kontrollere den større brændstofkapacitet og til at måle præstationsforbedringer fra de udvidede winglets.

## Specifikationer
| Model                   | A350-900                                                                | A350-1000                                                               |
| ----------------------- | ----------------------------------------------------------------------- | ----------------------------------------------------------------------- |
| Cockpitbesætning        | 2                                                                       | 2                                                                       |
| Siddepladser            | 325/315 (48B+267Y) ULR: 173=80J+93Y                                     | 366/369 (54B+315Y) 387 (2-class)                                        |
| Maks. antal passagerer  | 440                                                                     | 440                                                                     |
| Samlet længde           | 66,8 m                                                                  | 73,78 m                                                                 |
| Vinge                   | 64,75 m vingefang, 31,9° sweep                                          | 64,75 m vingefang, 31,9° sweep                                          |
| Aspect ratio            | 9.49                                                                    | 9.03                                                                    |
| Vingeområde             | 442 m2                                                                  | 665 m2                                                                  |
| Samlet højde            | 17,05 m                                                                 | 17,08 m                                                                 |
| Skrog                   | 5,96 m / 19,7 ft i bredden, 6,09 m / 19,98 ft i højden                  | 5,96 m / 19,7 ft i bredden, 6,09 m / 19,98 ft i højden                  |
| Kabinebredde            | 5,61 m, 9-abreast sæder: 46 cm                                          | 5,61 m, 9-abreast sæder: 46 cm                                          |
| MTOW                    | 280 t / 617.295 lb                                                      | 316 t / 696.661 lb                                                      |
| Maks. nyttelast         | 53,3 ton                                                                | 64,2 ton                                                                |
| Brændstofkapacitet      | 140.795 liter 110.523 kg                                                | 158.791 liter 124.651 kg                                                |
| OEW                     | Typisk 142,4 ton 134,7–145,1 ton                                        | 158,8 ton Når det er tørt: 155 ton                                      |
| MEW                     | 115,7 tons (255.075 lb)                                                 | 129 ton                                                                 |
| Lastkapacitet           | 36 LD3 eller 11 lastpaller                                              | 44 LD3 eller 14 lastpaller                                              |
| Cruisehastighed         | Typisk Mach 0,85 (488 kn; 903 km/t), maks. Mach 0,89 (513 kn; 950 km/t) | Typisk Mach 0,85 (488 kn; 903 km/t), maks. Mach 0,89 (513 kn; 950 km/t) |
| Rækkevidde              | 15.000 km (8.100 sømil)                                                 | 15.600 km (8.400 sømil)                                                 |
| Takeoff (MTOW, SL, ISA) | 2600 meter                                                              |                                                                         |
| Landing (MLW, SL, ISA)  | 2000 meter                                                              |                                                                         |
| Maks. højde             | 13.100 m                                                                | 12.630 m                                                                |
| Motor (2×)              | Rolls-Royce Trent XWB                                                   | Rolls-Royce Trent XWB                                                   |
| Jetkraft                | 374,5 kN / 84.200 lbf                                                   | 431,5 kN / 97.000 lbf                                                   |

### Flytype modelbetegnelser
| Model     | Motor        | Certificeringsdato |
| --------- | ------------ | ------------------ |
| A350-941  | Trent XWB-84 | 30. september 2014 |
| A350-1041 | Trent XWB-97 | 21. november 2017  |

### ICAO flytypebetegnelser
| Betegnelse | Type             |
| ---------- | ---------------- |
| A359       | Airbus A350-900  |
| A35K       | Airbus A350-1000 |